# Anna Luchter
Anna Luchter /z domu Topińska/ (ur. 10 marca 1910 w Krakowie, zm. 12 stycznia 1976 tamże) – polska mikrobiolog, profesor doktor nauk przyrodniczych.

## Życiorys
Córka Karola Topińskiego i Marii z Kowalskich. W 1929 ukończyła Państwowe Seminarium Nauczycielskie Żeńskie im. Józefy Joteyko w Krakowie, rok później eksternistycznie złożyła egzamin dojrzałości w Państwowym Gimnazjum II im. św. Jacka w Krakowie i rozpoczęła studia na Wydziale Filozoficznym Uniwersytetu Jagiellońskiego w zakresie biologii i geografii. Ukończyła je w 1935 przedstawiając przygotowaną pod kierunkiem prof. Władysława Szafera pracę dyplomową pt. „Porównanie Matricaria chamomilla L. i Matricaria discoidea DC" i uzyskała tytuł magistra filozofii. Rok później rozpoczęła kurs, który w 1937 zakończył się egzaminem przed Komisją Egzaminów Państwowych na Nauczycieli Szkół Średnich w Krakowie i uzyskaniem przez Annę Luchter dyplomu z nauk biologicznych, geologii i geografii i uzyskaniem prawa do wykonywania zawodu nauczyciela geografii w szkołach średnich ogólnokształcących i seminariach nauczycielskich. 
W 1945 rozpoczęła asystenturę w Zakładzie Botaniki Farmaceutycznej UJ i w roku 1950 przedstawiła rozprawę pt. „Zagadnienie zależności pomiędzy mikroﬂorą a chemizmem wód w źródłach siarczanych. Problems concerning the relations between the microﬂora and the chemism of the waters in sulphur sources" i uzyskała stopień doktora nauk przyrodniczych, Od 1951 przez sześć lat była pracownikiem Zakładu Geoanalityki Głównego Instytutu Naftowego, od 1953 na stanowisku adiunkta, a od 1954 docenta. Należała do grona współorganizatorów, a następnie kierowała Oddziałem Geomikrobiologii Zakładu Geoanalityki Głównego Instytutu Naftowego, w 1954 została docentem, a cztery lata później profesorem nadzwyczajnym. 
W 1955 związała się zawodowo z Wyższą Szkołą Ekonomiczną, pełniła tam m.in. funkcję prodziekana ds. bytowych Wydziału Produkcji i Obrotu Towarowego WSE, kierowała Zakładem Mikrobiologii w Katedrze Towaroznawstwa, następnie stanęła na czele Katedry Mikrobiologii Przemysłowej. Zajmowała stanowisko kierownika Zakładu Mikrobiologii Przemysłowej w Instytucie Towaroznawstwa krakowskiej Akademii Ekonomicznej. W 1969 Wyższa Szkoła Ekonomiczna nadała Annie Luchter tytuł profesora zwyczajnego. Spoczywa na cmentarzu Rakowickim (pas 33 III, rząd południowy, między II a III).

## Odznaczenia
- Złoty Krzyż Zasługi /1972/;
- Krzyż Kawalerski Orderu Odrodzenia Polski /1974/.

## Członkostwo
- Członek Polskiego Towarzystwa Geologicznego[1];
- Członek Rady Naukowej Zakładu Ochrony Przyrody PAN;
- Członek Komisji Mikrobiologii Przemysłowej Komitetu Mikrobiologii PAN.